# Walter Berry
Walter Berry (* 8. April 1929 in Wien; † 27. Oktober 2000 ebenda) war ein österreichischer Opernsänger (Bassbariton).

## Leben
Berry erhielt früh Klavierunterricht und war schon als Kind Solist in Kirchenchören. Ab 1946 studierte er bei Hermann Gallos an der Musikakademie seiner Heimatstadt und trat schon 1949 in das Ensemble der Wiener Staatsoper ein, wo er sich zunächst in kleinen Rollen bewährte. Daneben machte er erste Rundfunkaufnahmen.
1952 sang er erstmals den Papageno in Mozarts Zauberflöte, der zu dieser Zeit in Wien eigentlich noch fest in der Hand von Erich Kunz war, dessen Nachfolger in Wien er in den kommenden Jahren werden sollte. Ab 1953 gastierte er regelmäßig bei den Salzburger Festspielen, zunächst in kleineren Rollen.
International bekannt wurde er, als er 1955 im Rahmen der Wiedereröffnung der Wiener Staatsoper die Titelpartie in Alban Bergs Wozzeck übernahm.
Ab 1957 begann Berry eine internationale Gastspieltätigkeit an allen großen Opernhäusern Europas. Ab 1960 trat er – neben seiner nie abreißenden Verbindung zur Wiener Staatsoper  (an der er nicht weniger als 77 Partien verkörperte) – regelmäßig an der Deutschen Oper Berlin und dem Nationaltheater München auf, ab 1966 an der New Yorker Met. Als Liedinterpret trat Berry gemeinsam mit dem Pianisten Sebastian Peschko sowie vor allem mit Erik Werba hervor.
Vor allem in den 1960er Jahren galt er als weltweit führender Sänger besonders der komischen Bassbaritonrollen in den Opern von Mozart, vor allem des Papageno, des Figaro in Le nozze di Figaro und des Leporello im Don Giovanni. Daneben sang Berry vor allem Rollen von Wagner (z. B. den Kurwenal in Tristan und Isolde und den Wotan im Ring des Nibelungen) und Richard Strauss (Ochs im Rosenkavalier, Barak in der Frau ohne Schatten, La Roche im Capriccio), den Don Pizarro in Ludwig van Beethovens Fidelio und immer wieder moderne Rollen wie eben den Wozzeck oder die Baritonpartie in Béla Bartóks Herzog Blaubarts Burg (auf Ungarisch). An einer Traumrolle aber scheiterte der große Sänger, nämlich am Hans Sachs (Die Meistersinger von Nürnberg), den er bei den Bayreuther Festspielen singen sollte, wo er jedoch nach den letzten Proben die Partie abgeben musste.

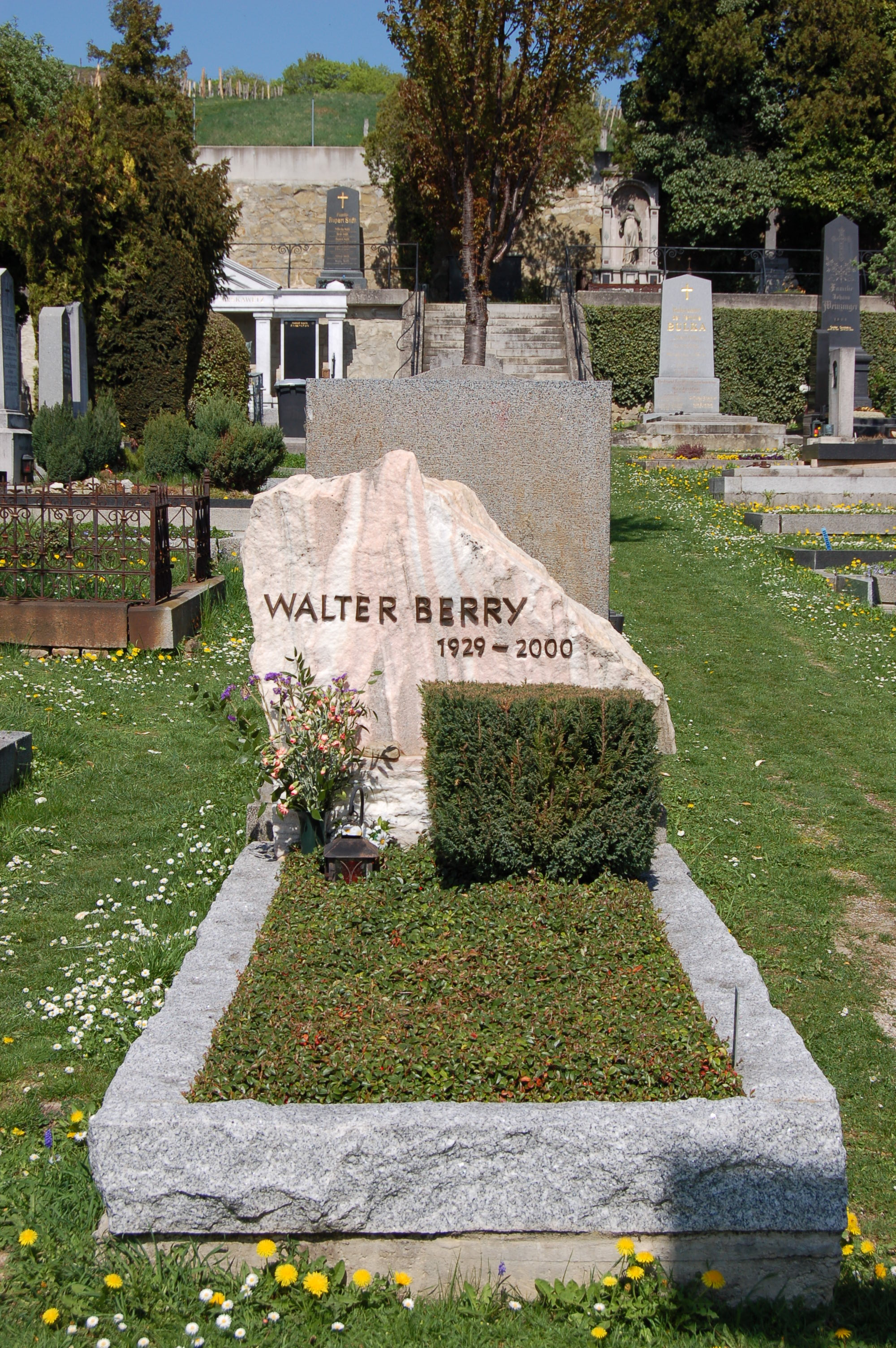
Grab auf dem Heiligenstädter Friedhof

Insgesamt sang er während seiner langen Karriere über 120 Partien. Neben Opern trat er auch in Oratorien auf und gab Liederabende, vor allem mit Werken von Franz Schubert und Gustav Mahler.
Berry war neben seiner Zuverlässigkeit und Ausdrucksfähigkeit vor allem für seinen Humor berühmt, in Kollegenkreisen auch gefürchtet – bei Berry wusste man nie, welchen Streich er gerade plante.
Neben seiner solistischen Tätigkeit war er auch als Lehrer tätig. Seit 1990 bekleidete er eine Professur an der Hochschule für Musik in Wien. Zu seinen Schülern zählen Angelika Kirchschlager, Adrian Eröd, Hans Peter Kammerer, Lars Woldt,  Markus Werba und Petra-Maria Schnitzer.
Seit 1957 war er mit der international bekannten Mezzosopranistin Christa Ludwig verheiratet. Sohn Wolfgang wurde 1959 geboren, die Ehe wurde 1970 geschieden. Berry war danach noch zweimal verheiratet, zuletzt mit seiner Schülerin, der Sopranistin Elisabeth Flechl. Berry wurde 1963 zum Kammersänger ernannt und erhielt zahlreiche Auszeichnungen.
1998 trat Berry in einer Folge der Krimiserie Tatort auf.
Der international renommierte Kammersänger erlag in seiner Wiener Wohnung, in der er mit seiner dritten Ehefrau lebte, 71-jährig einem Herzinfarkt.
Er wurde auf dem Heiligenstädter Friedhof (Teil A, Gruppe 1, Nummer 263) in Wien in einem ehrenhalber gewidmeten Grab beigesetzt. Im Jahr 2007 wurde in Wien-Döbling (19. Bezirk) der Walter-Berry-Weg nach ihm benannt.

## Auszeichnungen
- 1969: Mozartmedaille durch die Mozartgemeinde Wien[1]
- Ehrenmitgliedschaft der European Voice Teachers Association (EVTA)

## Diskografie (Auswahl)
- Bartók: Herzog Blaubarts Burg – Blaubart, Dirigent: István Kertész (Decca 1965)
- Beethoven: Fidelio – Don Pizarro, Dirigent: Otto Klemperer (EMI 1961)
- Berg: Wozzeck – Titelrolle, Dirigent: Pierre Boulez (CBS 1963)
- Händel: Giulio Cesare in Egitto (dt.) – Julius Cäsar, Dirigent: Ferdinand Leitner (BR 1965)
- Humperdinck: Hänsel und Gretel – Besenbinder Peter, Dirigent: Georg Solti (Decca 1978)
- Korngold: Violanta – Simone Trovai, Dirigent: Marek Janowski (CBS 1979)
- Mozart: Le nozze di Figaro – Figaro, Dirigent: Karl Böhm (Philips 1955)
- Mozart: Le nozze di Figaro (dt.) – Figaro, Dirigent: Otmar Suitner (BERLIN CLASSICS 1966)
- Mozart: Don Giovanni – Masetto, Dirigent: Josef Krips (Decca 1955)
- Mozart: Don Giovanni – Leporello, Dirigent: Otto Klemperer (EMI 1966)
- Mozart: Don Giovanni – Leporello, Dirigent: Karl Böhm (Deutsche Grammophon; live, Salzburg 1977)
- Mozart: Così fan tutte – Don Alfonso, Dirigent: Karl Böhm (EMI 1962)
- Mozart: Die Zauberflöte – Papageno, Dirigent: Otto Klemperer (EMI 1964)
- Mozart: Die Zauberflöte – Papageno, Dirigent: Wolfgang Sawallisch (EMI 1972)
- Strauss: Der Rosenkavalier – Polizeikommissar, Dirigent: Erich Kleiber (Decca 1954)
- Strauss: Der Rosenkavalier – Ochs auf Lerchenau, Dirigent: Leonard Bernstein (CBS 1971)
- Strauss: Ariadne auf Naxos – Musiklehrer & Harlekin, Dirigent: Erich Leinsdorf (Decca 1958)
- Strauss: Ariadne auf Naxos – Musiklehrer, Dirigent: Georg Solti (Decca 1979)
- Strauss: Die Frau ohne Schatten – Barak, Dirigent: Herbert von Karajan (Deutsche Grammophon; live, Wien 1964)
- Strauss: Arabella – Graf Waldner, Dirigent: Wolfgang Sawallisch (Orfeo 1988)
- Strauß: Die Fledermaus – Dr. Falke, Dirigent: Herbert von Karajan (Decca 1960)
- Strauß: Der Zigeunerbaron – Kálmán Zsupán, Dirigent: Willi Boskovsky (EMI 1987)
- Verdi: Aida in deutscher Sprache - Il Re, Dirigent Clemens Krauss, Chor und Orchester des Bayerischen Rundfunks München – Leonora Lafayette (Aida), Josef Gostic (Radames), Georgine von Milinkovic (Amneris), Ferdinand Frantz (Amonasro), Gottlob Frick (Ramfis), Walter Berry (Il Re), Karl Ostertag (Bote), Elisabeth Lindermeier (Tempelsängerin), 1953 (2005 AfHO/Line Music GmbH - Cantus Classics 2005)
- Wagner: Tristan und Isolde – Kurwenal, Dirigent: Herbert von Karajan (EMI 1971/1972)
- Zeller: Der Vogelhändler – Baron Weps, Dirigent: Willi Boskovsky (EMI 1988)